# Сергей Урусов
 Тази статия е за руския политик.  За шахматиста вижте Сергей Урусов (шахматист).  
Сергѐй Никола̀евич Уру̀сов (на руски: Сергей Николаевич Урусов) е руски политик, юрист и княз.
Роден е през 1816 година в семейството на княз Николай Урусов. Завършва Московския университет, след което работа в различни държавни учреждения. През 1867 година за кратко е министър на правосъдието, след което до 1881 година оглавява Второ отделение на Императорската канцелария, натоварено с кодификацията на руското законодателство.
Сергей Урусов умира на 25 януари (13 януари стар стил) 1883 година.